# Біоенергетична асоціація України
Біоенергетична асоціація України — об'єднання підприємств й компаній енергетичної та суміжних галузей України, які спеціалізуються на впровадженні, обслуговуванні та популяризації біоенергетичної галузі.

## Історія
Асоціація заснована 25 вересня 2012 року на установчих зборах з її організації. У 2013 році здійснено державну реєстрацію компанії. Партнерами об'єднання є українські, закордонні та міжнародні галузеві асоціації та компанії.

## Напрямки діяльності
Серед напрямків діяльності асоціації:
- Виробництво теплової енергії з біомаси
- Виробництво електричної енергії з біомаси
- Сумісне виробництво теплової, електричної енергії та холоду з біомаси
- Виробництво і використання біогазу та біодобрив
- Виробництво і використання біометану
- Виробництво і використання твердих та рідких біопалив
- Вирощування і використання біомаси з енергетичних плантацій
- Логістика (заготівля, зберігання, постачання, переробка) біомаси та біопалива
- Виробництво енергії з твердих побутових відходів
- Інвестиції та фінансування біоенергетичних проектів
- Юридичний та організаційний супровід біоенергетичних проектів
- Міжнародне співробітництво
- Екологічний та соціальний вплив біоенергетичних проектів

## Учасники
Членами асоціації є:
- Науково-технічний центр «Біомаса»
- «Salix Energy»
- ГО «Агентство з відновлюваної енергетики»
- TTS Eko s.r.o.
- ТОВ «Укртепло»
- ТОВ «Теплодар ПіВі»
- ТОВ «Екватор Сан Енерджі»
- ТОВ «Дельта Інжиніринг»
- ТОВ «Київ Грін Енерджі»
- ТОВ «Волинь-Кальвіс»
- ТОВ «Колбе Пауер Групп»
- GEO-NET Umweltconsulting GmbH
- ТОВ «Даноша»
- ТОВ «Котлозавод «Крігер»
- ТОВ «Смілаенергопромтранс»
- Корпорація «ІНКА»
- ІТЕК «ЕНЕРГОДИЗАЙН»
- «Науково-технічна компанія «Метрополія»
- Інженерний центр «ЕкоЕнергоПроект»
- ТОВ «Котлотурбопром»
- ТОВ «ENERSTENA Україна»
- ТОВ «Сіменс Україна»
- Іноземне підприємство «Агро-Вільд Україна»
- Фізичні особи-члени